# コンデ＝シュル＝ノワロー
コンデ＝シュル＝ノワロー （Condé-sur-Noireau）は、フランス、バス＝ノルマンディー地域圏、カルヴァドス県の旧コミューン。2016年1月1日より、周辺コミューンとの合併でコンデ＝アン＝ノルマンディー（Condé-en-Normandie）となった。

## 地理
コンデ＝シュル＝ノワローはボカージュ・ノルマン地方に属する。そしてシュイス・ノルマンド地方、ボカージュ・フレリアン地方、ボカージュ・ヴィロワ地方と境界を接している。バス＝ノルマンディーの景観地図によれば、この地は大部分がシュイス・ノルマンドの中に含まれる。その特徴は、地域の観光イメージを最も表すはっきりとした起伏のある風景である。シュイス・ノルマンドの領域の南西部は、ヴィール川流域に分類される。人口集中地はフレールの北12km、ヴィールの東26km、ファレーズの西30km、カーンの南46kmのところにある。
人口集中地を県道562号線が横切る。
コンデ＝シュル＝ノワローはオルヌ川流域にあたり、その支流ノワロー川が南東を流れる。コミューンの北西から流れるドリュアンス川は、合流する前に人口集中地を横切る。
コンデはバス＝ノルマンディーの他の土地と同様に海洋性気候で、冷涼な夏と穏やかな冬がある。

## 由来
町の名は中世にはラテン語化されたCondatensem、1020年代にはCondetensem vicum、その後1106年から1135年にかけてCondati、1236年にはCondeとなった。Condéの名は、ガロ＝ローマ語のCONDĀTEがオイル語の中で通常の音声学上の進化を遂げたものである。この地名のタイプは、ガリア語のCondate（合流や再統合）からきている。これは多くのコミューンの名で見受けられ、決定要因は主として河川の名となっている。コンデ＝シュル＝ユイヌ、コンデ＝シュル＝イトン、コンデ＝シュル＝サルトなどがあたる。例外としてコンデ＝シュル＝リールとコンデ＝シュル＝スールがあり、川の名がついているものの川はコミューンを通過せず、むしろ一時的に2つの川に分かれる。コンデ＝シュル＝ノワローの名は、したがってドリュアンス川とノワロー川の合流から派生する。

## 歴史
百年戦争中の1418年、町はイングランド軍によって陥落させられ、ジョン・ファストルフが知事となった。町はその後、ブルターニュのフージェールの町を攻撃するための拠点として、フランソワ・ド・シュリエンヌによって採用された。シャルル7世が町を奪還し、ノルマンディー公領全土を獲得したことから、百年戦争は終結へ向かった。
コンデは大規模に宗教改革が行われた最初の町の1つであった。16世紀、新教徒たちは町で数回の集会を開いた。1674年、彼らは地方教会会議を開催した。
ノワロー川とドリュアンス川は、コンデでの活動を好ましいものにした。18世紀以前の町は、ノワロー川上に2つの大きな製粉所があった。ドリュアンス川上には1つの製粉所があった。
18世紀以降、コンデの町は県で最も活気のある町の1つになった。リネン、ベッドリネン、アマの製造は、7000人あまりの労働者を支えていた。カトラリー製造も有名だった。
フランス革命後の国民公会時代、町の名は単なるノワローに改名させられた。
19世紀初頭、小さな水車がコンデに移ってきた。1860年代、町は大規模な繊維産業と経済発展が頂点に達していた（8000人の織工、55の油圧ミルがあった）。この発展を支えるために1868年にはシュイス・ノルマンド鉄道が建設され、1874年にはカーンと接続された。一方で、コンデでの活動は最初の困難にみまわれた。アメリカ合衆国の南北戦争による海上封鎖は、綿の供給路線の多くを破壊し、唯一紡績だけが1863年には活発だった。
第二次世界大戦では、コンデは最も悲劇的な経験をする。町は空爆によって95%が破壊され、252人の犠牲者が出た。町の復興は、1963年の市庁舎落成式で終わった。

## 人口統計
| 1962年 | 1968年 | 1975年 | 1982年 | 1990年 | 1999年 | 2007年 | 2012年 |
| ------ | ------ | ------ | ------ | ------ | ------ | ------ | ------ |
| 6231   | 6568   | 7287   | 7098   | 6309   | 5820   | 5603   | 5279   |

source=1999年までLdh/EHESS/Cassini、2004年以降INSEE

## 史跡

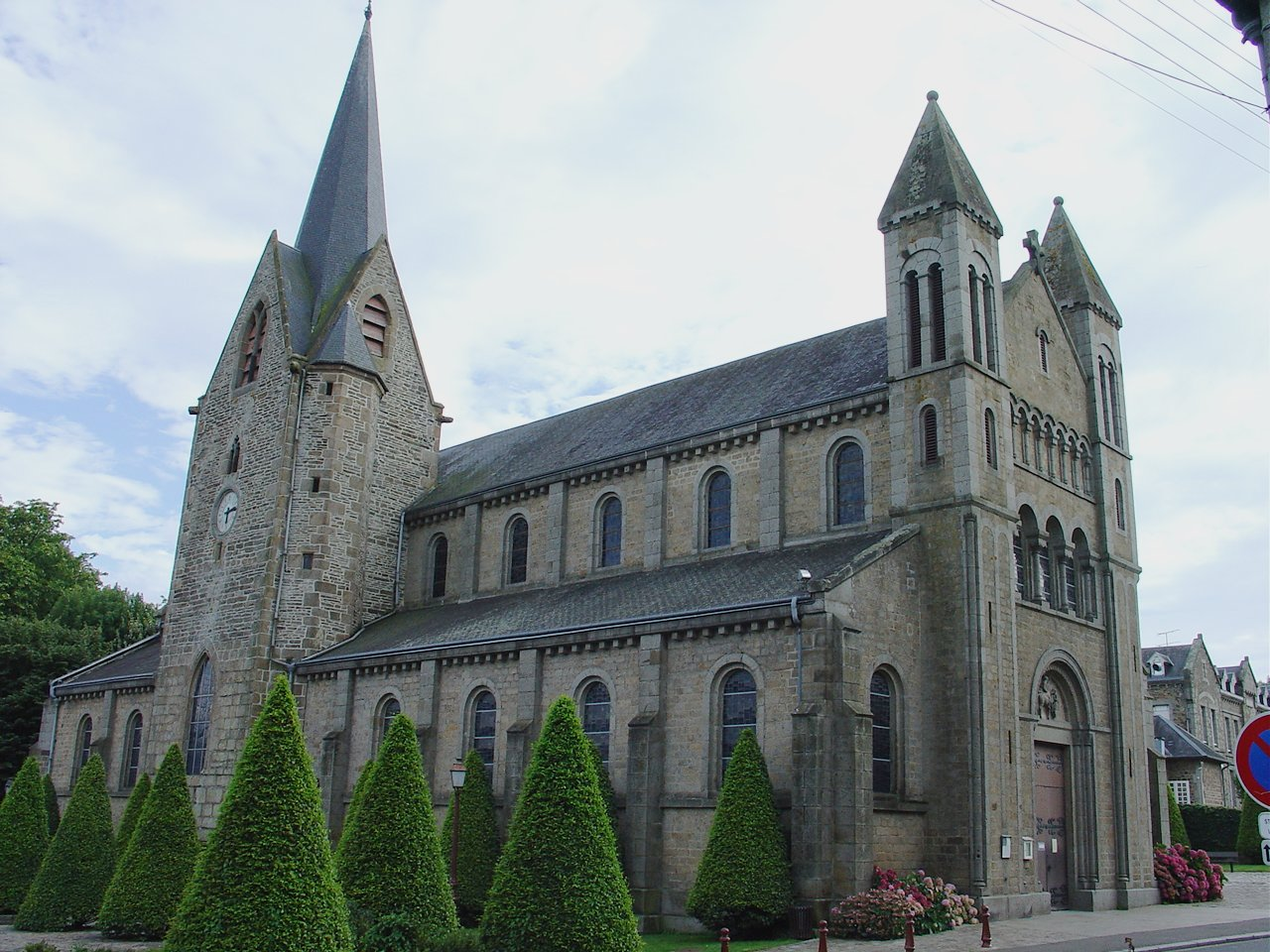
サン・マルタン教会
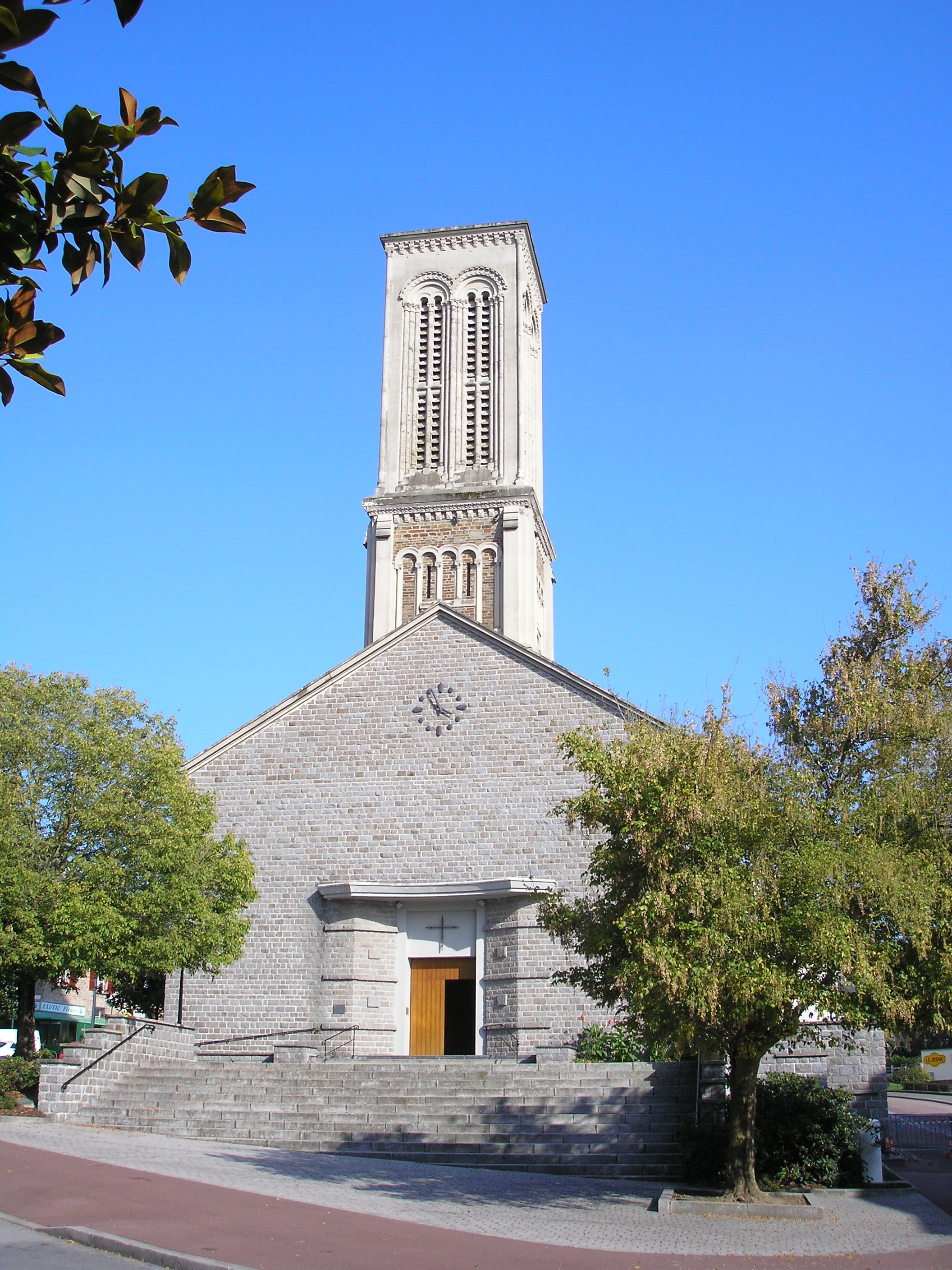
サン・ソヴール教会
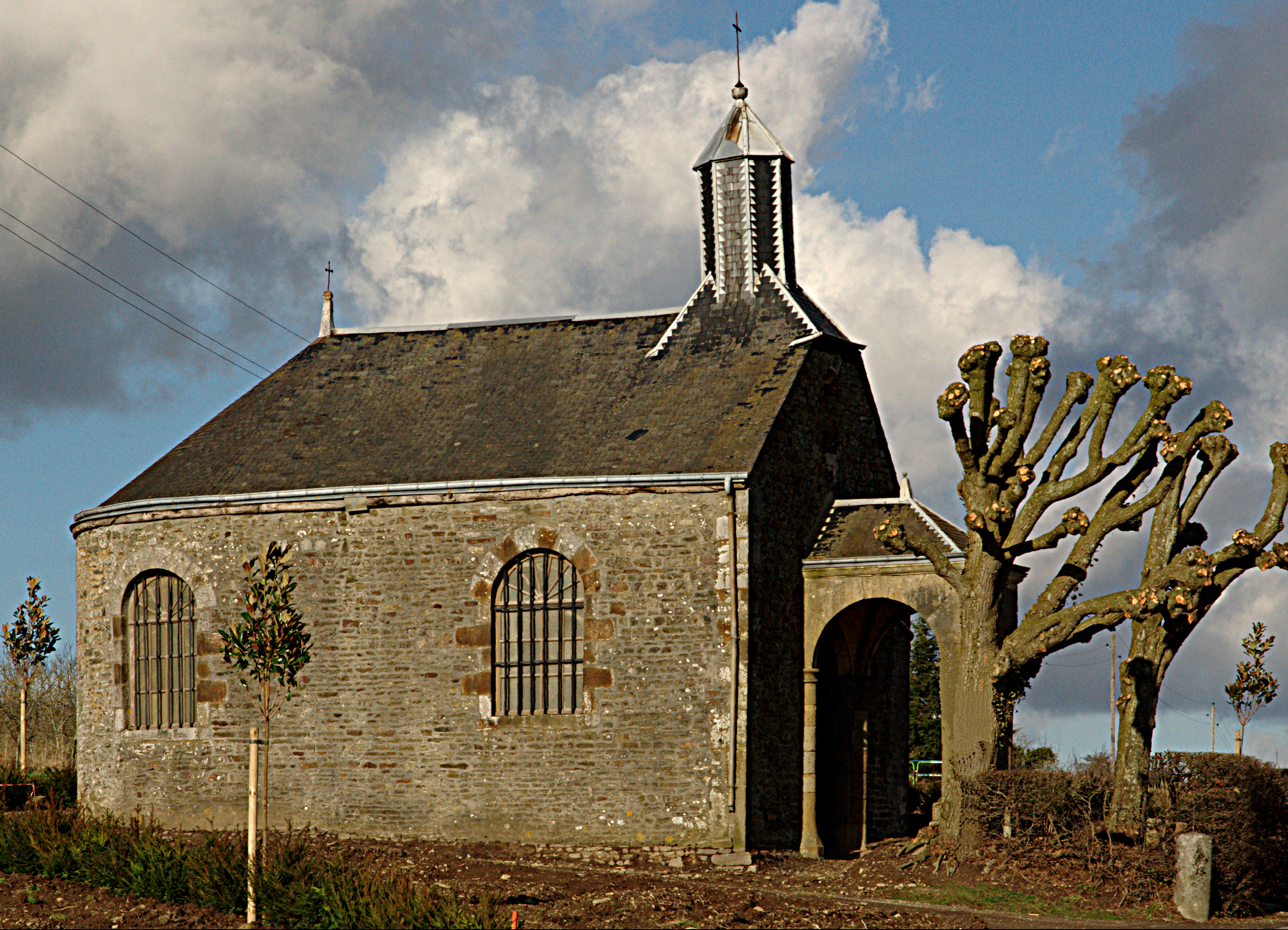
サン・ジャック礼拝堂
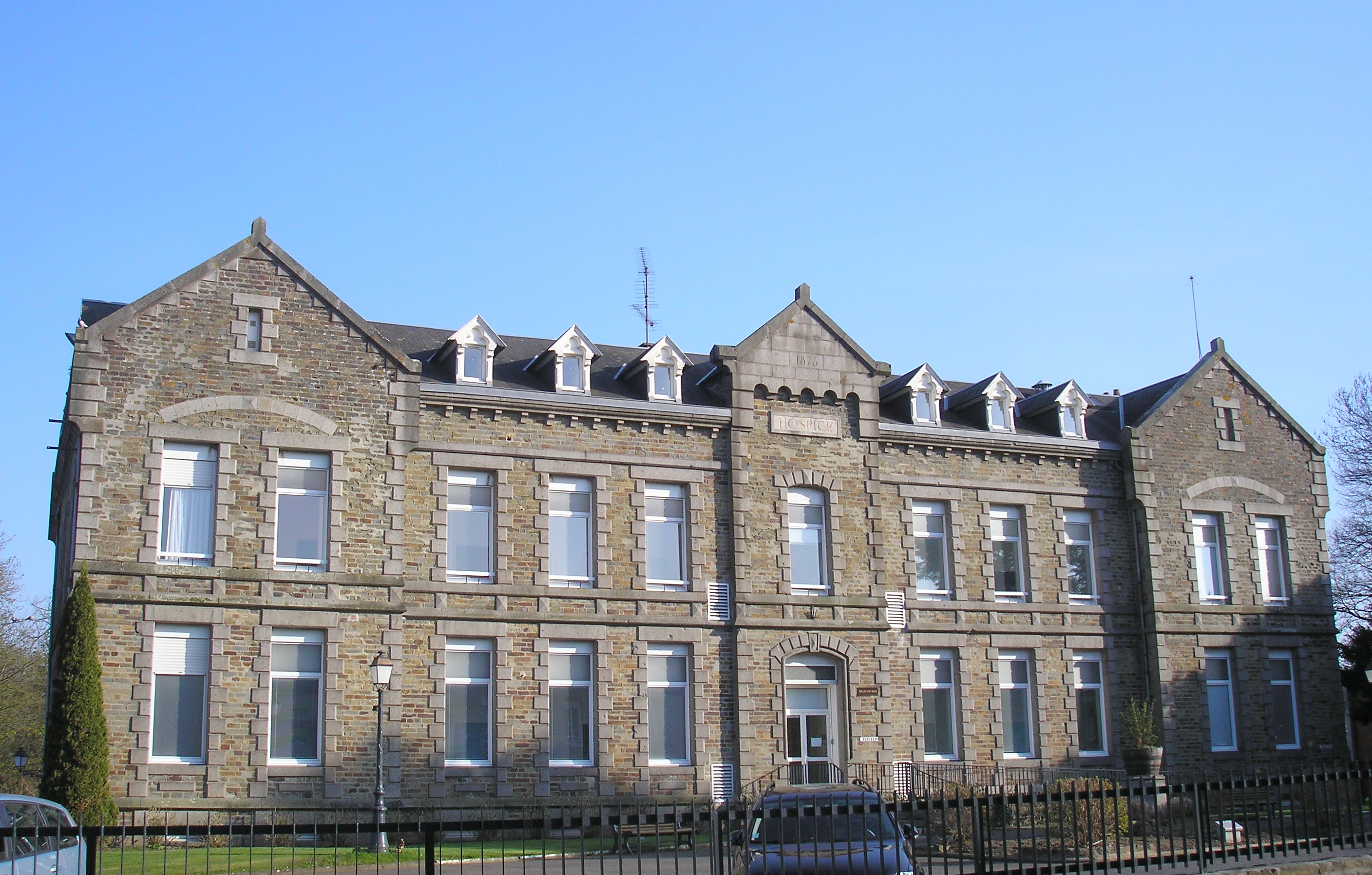
ホスピス
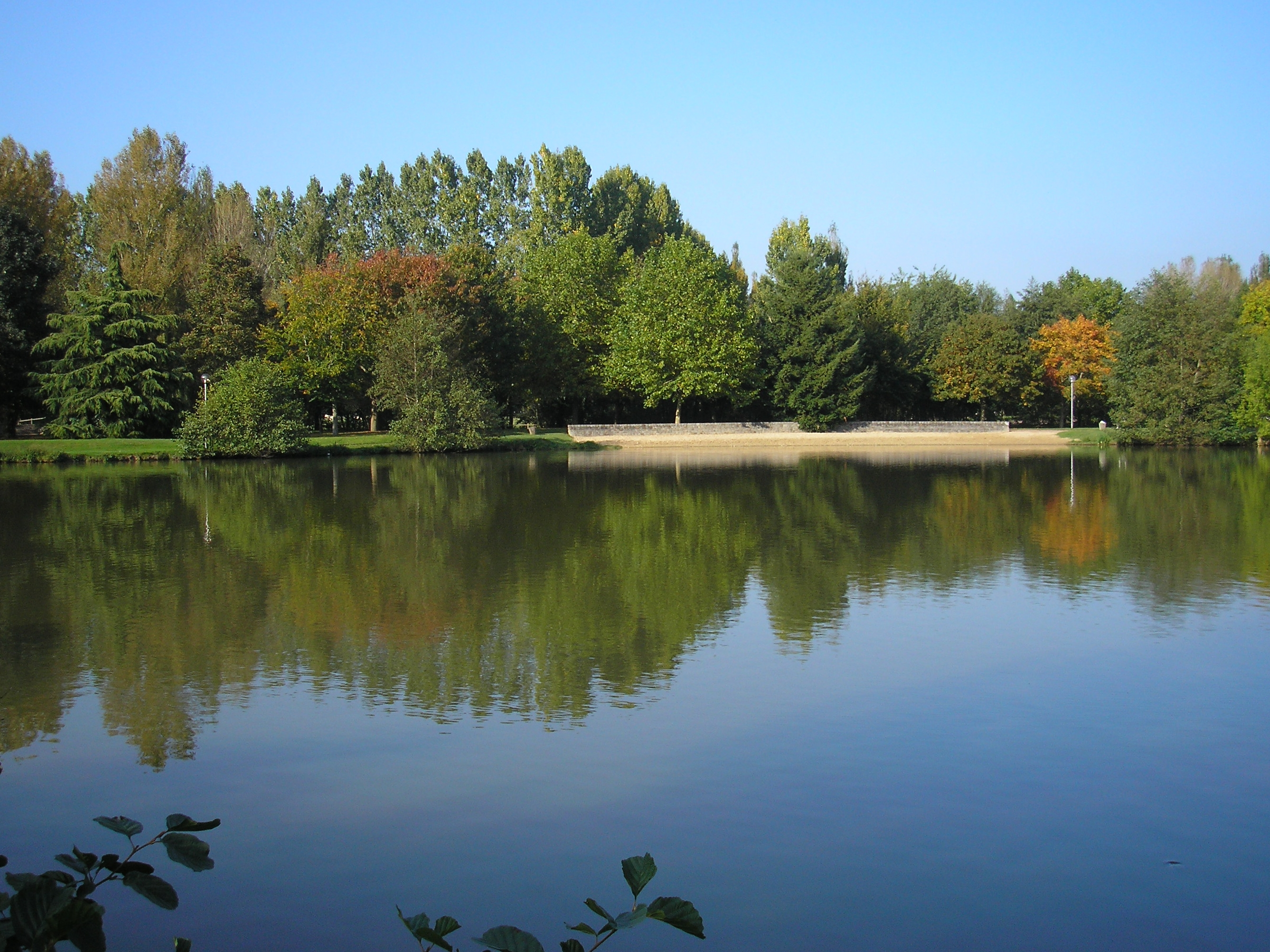
公園の池
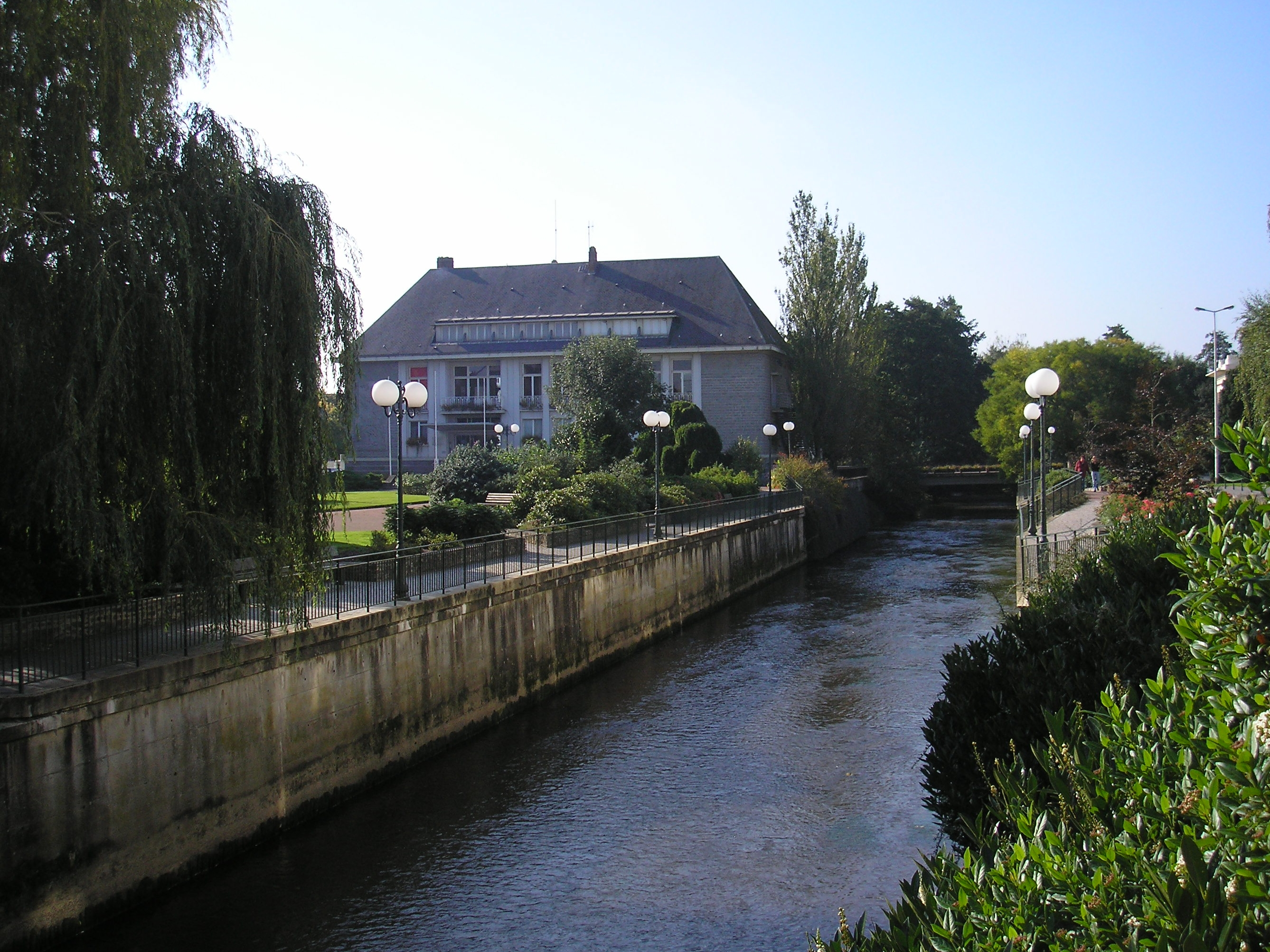
市庁舎

## 姉妹都市
- ロス・オン・ワイ、イギリス
- ポッジョ・ルスコ、イタリア

## ゆかりの人物
- ジュール・デュモン・デュルヴィル - 軍人、探検家